# Literatura marroquina

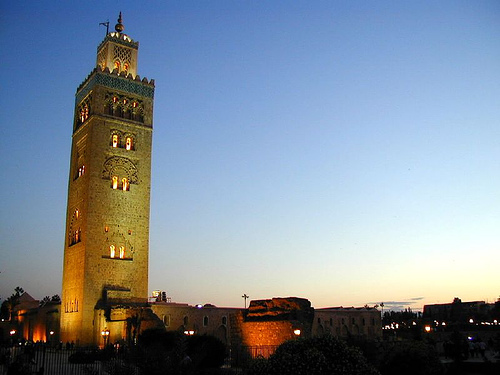
Mesquita de Koutoubia, Marrakech. O nome deriva de al-Koutoubiyyin, significando livraria.

A literatura marroquina é uma literatura escrita em árabe, berbere, francês ou espanhol principalmente por pessoas de de origem marroquina, mas também de Al-Andalus.
O Marrocos sob o dinastia almóada experimentou um período de prosperidade e incentivo na aprendizagem. Os almóadas construíram a Mesquita de Koutoubia em Marrakech, que acomodava nada menos que 25.000 pessoas, mas que também era famosa por seus livros, manuscritos, bibliotecas e livrarias, e que deu o seu nome, ao primeiro bazar de livro na história.
O califa almóada Abu Yakub tinha um grande amor pela coleta de livros, criando assim uma grande biblioteca e que acabou por ser levada para o Casbah transformando-se em uma biblioteca pública.
A moderna literatura marroquina começou na década de 1930. Dois fatores principais deram ao Marrocos um impulso para o nascimento de uma literatura moderna. Sendo um protetorado francês e espanhol dava aos intelectuais marroquinos a oportunidade de intercâmbio e a produção de obras literárias, livremente apreciando o contato de outras literaturas árabes e europeias.
Durante os anos 1950 e 1960, Marrocos foi um refúgio e centro artístico que atraiu escritores como Paul Bowles, Tennessee Williams e S. Burroughs. A literatura marroquina floresceu com romancistas como Mohamed Zafzaf e Mohamed Choukri, que escreveram em árabe, e Driss Chraibi e Tahar Ben Jelloun, que escreveram em francês. Outros autores importantes incluem os marroquinos, Abdellatif Laabi, Abdelkarim Ghellab, Fouad Laroui, Mohammed Berrada, Leila Abouzeid e Mohammed Abu-Talib.